# Марија Пинигина
Марија Џумабаевна Пинигина  (рус. Мария Джумабаевна Пинигина), девојачко Кљаучунова (рус. Кульчуно́ва); Иванковка, Киргишка ССР, 9. фебруар 1958.) некадашња је совјетска атлетичарка који се такмичила углавном у трци на 400 метара.

## Каријера
Пинигина се такмичила за СССР на Летњим олимпијским играма 1988. одржаним у Сеулу у Јужној Кореји у трци штафета 4 × 400 метара заједно са својим колегиницама Татјаном Ледовскајом, Олгом Назаровом и Олгом Бризгином. Победничка штафета СССР-а поставила је нови светски рекорд од 3:15,17 (три минута, 15 секунди, 17 стотинки) који је и даље актуелан.
Пинигина је освојила бронзану медаљу на Светском првенству у атлетици 1983 у трци на 400 метара. 1987. била је првакиња Европе у дворани на 400 метара са личним рекордом у дворани од 51,27 секунди.
У новембру 2013. носила је олимпијски пламен у Јакутску за  Зимске олимпијске игре у Сочију 2014. Данас ради као главни тренер у атлетском савезу Јакутије.

## Приватно
Марија је удата за олимпијског шампиона у рвању Павела Пинигина. Имају три сина: Павла, Тимира и Шамила.